# Tafana straminea
Tafana straminea är en spindelart som först beskrevs av Ludwig Carl Christian Koch 1866.  Tafana straminea ingår i släktet Tafana och familjen spökspindlar.
Artens utbredningsområde är Colombia. Inga underarter finns listade i Catalogue of Life.